# 나도 아내가 있었으면 좋겠다
"나도 아내가 있었으면 좋겠다"(영어: I Wish I Had A Wife)는 2001년 개봉한 박흥식 감독의 입봉작이다.

## 줄거리
봉수는 아파트 단지 내 작은 은행에서 3년째 성실하게 근무하는 은행원이다. 학교 다닌 시절까지 합하면 23년 동안 단 한 번도 지각한 적 없는 그는 어느 날 갑자기 출근을 하지 않기로 결심한다. 지하철이 멈춰선 순간, 주위 사람들이 모두 휴대폰을 들어 누군가에게 전화를 거는 모습을 보며 자신에게는 연락할 사람이 단 한 명도 없다는 사실을 깨달았기 때문이다. 한편, 봉수가 일하는 은행 맞은편 교육센터에는 27살의 여성 원주가 봉수를 은근히 짝사랑하며 그를 지켜보고 있다. 봉수와 원주는 매일 라면 가게, 은행, 버스 정류장 등에서 마주치지만, 봉수는 원주의 존재를 제대로 인식하지 못한다. 그러던 어느 날, 봉수는 은행 CCTV 화면을 보다가 소리조차 녹음되지 않는 카메라를 향해 자신의 이름을 간절히 외치는 누군가를 발견하게 된다.

## 출연
- 설경구 - 은행 3년차 대리, 김봉수 역
- 전도연 - 학원 강사, 정원주 역
- 진희경 - 태란 역 (우정출연)
- 서태화 - 홍탁 역
- 진경 - 은행원 역
- 문정희 - 은행원 역

## 수상
- 2001년 제37회 백상예술대상
  - 영화부분 여자 최우수연기상 전도연
  - 영화부분 신인감독상 박흥식